# Khao niao mamuang
Il Khao niao mamuang (in lao: ເຂົ້າໜຽວໝາກມ່ວງ; in thailandese ข้าวเหนียวมะม่วง, letteralmente: riso glutinoso con mango), noto anche come mango sticky rice, è un dessert originario del Sud-est asiatico, diffuso principalmente in Thailandia e Laos. Si prepara con il riso glutinoso tipico di questi Paesi, mango maturo e crema di cocco. Si trova anche in Cambogia, Vietnam e, con una differente preparazione, nelle Filippine.

## Thailandia e Laos
Si utilizza la varietà glutinosa del riso, che va sciacquato diverse volte prima della cottura fino a quando l'acqua di risulta resta limpida e viene quindi lasciato per tre ore immerso nell'acqua. Viene poi cotto al vapore in un cesto di bambù. In una padella viene scaldata la crema di cocco con zucchero di palma e un pizzico di sale solo per fare sciogliere lo zucchero, senza fare bollire. La maggior parte della crema dolce viene quindi mischiata con il riso, il composto viene coperto con un panno e lasciato riposare alcuni minuti finché il riso assorbe la crema. Il mango viene pelato, tagliato a fette e posto sopra al riso, viene quindi versata sopra la crema rimasta e come decorazione si possono aggiungere semi tostati di sesamo bianco e nero. Il periodo migliore è tra aprile e maggio, mesi in cui in Thailandia si raccolgono i manghi.

## Filippine
Nelle Filippine si trova un dessert chiamato puto maya fatto con riso glutinoso e mango, particolarmente popolare nella zona delle Visayas. Il riso viene cotto assieme alla crema di cocco e talvolta con zenzero, e viene quindi consumato assieme a cioccolata calda. In Cagayan de Oro viene preparato con una varietà viola di riso glutinoso.

## In altri Paesi
Il khao niao mamuang  thailandese è conosciuto in Vietnam con il nome Xôi Xoài (riso glutinoso con mango) e inizialmente si trovava in ristoranti o negozi di cibo thailandese. Trova inoltre diffusione anche in Cambogia, dove prende il nome អង្ករដំណើបស្វាយថៃ (riso glutinoso thai con mango).